# Irfaan Ali
Mohamed Irfaan Ali (Leonora, 25 de abril de 1980) es un político guyanés, perteneciente al Partido Progresista del Pueblo-Cívico (PPP/C) que se desempeña como presidente de Guyana desde 2020. Es miembro de la Asamblea Nacional desde las elecciones de 2006, siendo reelegido en 2011 y 2015.
Ocupó también numerosos cargos ministeriales durante los gobiernos de Bharrat Jagdeo y Donald Ramotar. El 19 de enero de 2019, fue seleccionado como candidato presidencial de su partido para las elecciones generales de 2020, debiendo competir contra el presidente en ejercicio David Granger, del Congreso Nacional del Pueblo.
Luego de una serie de impugnaciones y recuentos que paralizaron la confirmación de los resultados electorales durante varios meses, Ali resultó en última instancia electo y asumió la presidencia el 2 de agosto de 2020, convirtiéndose en el primer presidente guyanés nacido después de la independencia del país en 1966. Es el tercer gobernante musulmán en la historia de América.

## Biografía
Ali nació en una familia musulmana indo-guyanesa en Leonora, un pueblo en la región de Demarara, en la costa oeste de Guyana. Hijo de dos educadores y mayor de dos hermanos, Ali también pasó gran parte de sus años de formación en la Isla Leguan. Él es un exalumno de las escuelas Leonora Nursery Primary y Cornelia Ida Primary. Ali completó su educación secundaria en el St. Stanislaus College en Georgetown, capital de Guyana. Tiene un doctorado en Planificación Urbana y Regional de la Universidad de las Indias Occidentales.

### Carrera profesional
Tras completar sus estudios, Ali se desempeñó como gerente de Proyecto de la Unidad de Implementación de Proyectos del Banco de Desarrollo del Caribe en el Ministerio de Finanzas y Planificador Principal en la Secretaría de Planificación del Estado.

## Carrera política
Ingresó en la política en las filas del Partido Progresista del Pueblo-Cívico (PPP/C), gobernante a nivel nacional con Bharrat Jagdeo como presidente (1999-2011). Ali fue elegido miembro de la Asamblea Nacional de Guyana en las elecciones de 2006, con mandato hasta 2011. Posteriormente fue designado para las carteras de ministro de Vivienda y Agua, y ministro de la Industria del Turismo y Comercio. Tras la derrota electoral del PPP/C en 2015, el partido pasó a la oposición, y Ali mantuvo su carrera parlamentaria como presidente del Comité de Cuentas Públicas y copresidente del Comité de Servicios Económicos del Parlamento de Guyana.

### Presidencia
Ali fue candidato presidencial del PPP/C para las elecciones generales del 2 de marzo de 2020, siendo seleccionado el 19 de enero de 2019. Su controvertida selección se produjo en un momento después de que Ali había sido acusado de diecinueve cargos de conspiración y fraude por parte de la Unidad Especial de Delincuencia Organizada de Guyana (SOCU). Inmediatamente después de su selección, Ali fue acusado de fraude académico.
Pese a ello, Ali obtuvo la victoria en los comicios con un 50,69% de los votos, asumiendo como presidente de Guyana el 2 de agosto.

#### Política exterior
El 20 de marzo de 2024 el presidente Irfaan Ali recibió al director de la CIA, William Burns, en Guyana. Venezuela después denunció ese encuentro como una escalada en las tensiones.